# Лыжные гонки на зимних Олимпийских играх 2014 — эстафета 4×5 км (женщины)
Соревнования по лыжным гонкам в эстафете среди женщин на зимних Олимпийских играх 2014 года прошли 15 февраля. Местом проведения соревнований стал лыжно-биатлонный комплекс «Лаура». Соревнования начались в 14:00 по местному времени (UTC+4). Первые два этапа участницы прошли классическим стилем, третий и четвертый этапы лыжницы бежали свободным стилем. В эстафете приняли участие спортсменки 14 стран. 
Эстафета завершилась сенсационным провалом золотой норвежской сборной, которая заняла только пятое место. Особенно неудачно прошла свой последний этап 4-кратная олимпийская чемпионка Марит Бьёрген. 
Олимпийскими чемпионками, впервые с 1960 года, стали лыжницы Швеции благодаря феноменальному последнему этапу Шарлотты Каллы, которой удалось отыграть 26 секунд и вырвать победу в финишном створе. Серебряные медали достались сборной Финляндии, бронза у спортсменок Германии.

## Медалисты
| Золото                                                              | Серебро                                                                                | Бронза                                                                     |
| Швеция · Ида Ингемарсдоттер · Эмма Викен · Анна Хог · Шарлотт Калла | Финляндия · Анне Кюллёнен · Айно-Кайса Сааринен · Кертту Нисканен · Криста Ляхтеэнмяки | Германия · Николь Фессель · Штефани Бёлер · Клаудия Нюстад · Дениз Херрман |

## Результаты
| Место   | Номер | Команда                                                                                  | Время                                   | Отставание |
| ------- | ----- | ---------------------------------------------------------------------------------------- | --------------------------------------- | ---------- |
| 1       | 2     | Швеция · Ида Ингемарсдоттер · Эмма Викен · Анна Хог · Шарлотт Калла                      | 53:02,7 14:09,8 14:02,3 12:40,2 12:10,4 | —          |
| 2       | 5     | Финляндия · Анне Кюллёнен · Айно-Кайса Сааринен · Кертту Нисканен · Криста Ляхтеэнмяки   | 53:03,2 14:21,2 13:51,3 12:14,4 12:36,6 | +0,5       |
| 3       | 7     | Германия · Николь Фессель · Штефани Бёлер · Клаудия Нюстад · Дениз Херрман               | 53:03,6 14:13,4 13:59,9 12:19,1 12:31,2 | +0,9       |
| 4       | 6     | Франция · Орор Жан · Селия Эмонье · Анук Февр Пикон · Коралин Юг                         | 53:47,7 14:12,1 14:13,8 12:34,5 12:47,3 | +45,0      |
| 5       | 1     | Норвегия · Хейди Венг · Тереза Йохауг · Астрид Якобсен · Марит Бьёрген                   | 53:56,3 14:12,0 14:13,5 12:34,5 12:56,3 | +53,6      |
| DSQ (6) | 3     | Россия · Юлия Иванова · Ольга Кузюкова · Наталья Жукова · Юлия Чекалёва                  | 54:06,3 14:05,5 14:37,2 12:34,9 12:48,7 | +1:03,6    |
| 7       | 9     | Польша · Корнелия Кубиньская · Юстина Ковальчик · Сильвия Яськовец · Паулина Мачушек     | 54:38,9 14:37,4 13:47,7 12:34,2 13:39,6 | +1:36,2    |
| 8       | 8     | Италия · Вирджиния де Мартин Топранин · Элиза Брокар · Марина Пиллер · Илария Дебертолис | 55:19,9 14:26,9 14:49,4 12:43,9 13:20,7 | +2:17,2    |
| 9       | 4     | США · Киккан Рэндалл · Сэйди Бьорнсен · Элизабет Стивен · Джессика Диггинс               | 55:33,4 14:45,2 14:31,8 12:48,2 13:32,2 | +2:30,7    |
| 10      | 12    | Чехия · Эва Нывльтова · Каролина Грохова · Петра Новакова · Клара Моравцова              | 56:29,8 14:06,1 15:25,3 13:06,4 13:52,0 | +3:27,1    |
| 11      | 13    | Словения · Алёнка Чебашек · Катя Вишнар · Барбара Езершек · Весна Фабьян                 | 56:37,0 14:18,2 15:39,1 12:56,1 13:43,6 | +3:34,3    |
| 12      | 10    | Украина · Татьяна Антипенко · Валентина Шевченко · Марина Анцибор · Екатерина Григоренко | 56:56,1 15:10,6 14:55,4 13:01,7 13:48,4 | +3:53,4    |
| 13      | 11    | Австрия · Катержина Смутна · Натали Шварц · Тереза Штадлобер · Вероника Майерхофер       | 57:04,7 14:20,3 15:36,8 13:08,7 13:58,9 | +4:02,0    |
| 14      | 14    | Канада · Перьянн Джонс · Дарья Гаязова · Эмили Нисикава · Бриттани Уэбстер               | 59:13,6 15:50,9 15:09,5 13:27,3 14:52,9 | +6:10,9    |